# Laktitol
Laktitol je šećerni alkohol koji se koristi kao zaslađivač za nisko kalorične tipove hrane. Njegova slatkoća je oko 40% slatkoće saharoze. On se isto tako koristi kao laksativ.

## Primene
Laktitol se koristi u mnogim prehrambenim proizvodima sa niskom energetskom vrednošću i niskim sadržajem masti. On je veoma stabilan, te je podoban za primenu u hrani koja se peče. On se koristi u bezšećernim bombonama, kolačima, čokoladi, i sladoledu. Laktitol je prebiotik. Usled slabe apsorpcije, laktitol daje samo 2,4 kalorije (9 kilodžula) po gramu, u poređenju sa 4 kalorije (17 kJ) po gramu za tipične ugljene hidrate.
Laktitol se koristi kao ekscipijens u nekim lekovima, npr. Aderal.
Laktitol je laksativ i koristi se za sprečavanje ili tretiranje konstipacije, npr. Importal.